# Adopt Me!
Adopt Me! es una experiencia de la plataforma de videojuegos Roblox, creada por los usuarios NewFissy y Bethink a través del grupo UpliftGames. Publicada en julio de 2017, pertenece al género de videojuego de rol multijugador masivo en línea. El foco principal del videojuego es adoptar y cuidar de bebés y mascotas, según sus necesidades. La organización detrás del juego emplea aproximadamente 48 personas, y hasta 2020 acumuló un total de $16 millones de dólares en ingresos, mayoritariamente de microtransacciones.
Desde agosto de 2021, cuenta con más de 25 mil millones de visitas. También, cuenta con más de 23 millones de favoritos y 5 millones de likes, y ha llegado a más de 1 millón de jugadores concurrentes, en 5 ocasiones en 2020, superando así a MeepCity, que pudo romper el récord con más de 121 mil jugadores concurrentes en 2017. Hasta el 30 de diciembre del 2024, Adopt Me! ha acumulado 38,2 mil millones de visitas, 7,4 millones de likes y 27 millones de favoritos.

## Jugabilidad
Adopt Me! revuelve alrededor adoptando y preocupándose para una variedad de mascotas, los cuales eclosionan de huevos que se pueden conseguir con el propio dinero del juego. Las mascotas están agrupadas a 5 clases, basadas en rareza y costo. Estos grupos son: comunes, no comunes, raros, ultra-raros y legendarios. Una vez eclosionado, las mascotas crecen de su estado de empezar como recién nacidos a través de varias etapas de crecimiento hasta que son plenamente crecidos. Si un jugador tiene cuatro mascotas plenamente crecidas del mismo tipo, puede fusionar sus almas para formar una mascota de neón, y cuatro mascotas de neón plenamente crecidas las mascotas pueden ser fusionadas para convertirse en mascotas mega neón.
Las compras dentro del juego están facilitadas por robux, moneda virtual de la plataforma Roblox, y a través una propia del juego llamado bucks. Esta moneda se puede conseguir al cumplir las necesidades de una mascota, como comer y beber.

## Historia y desarrollo
Adopt Me! habría recibido alrededor de 3 mil millones de visitas totales en diciembre de 2019. En el Día de las bromas de abril de 2020, el juego lanzó una actualización que incluiría consigo una mascota roca, disponible para un tiempo limitado. Esta actualización causó el juego para conseguir 680 000 jugadores concurrentes.
Durante mayo de 2020, Adopt Me! presentó a Scoob, una mascota eventual en colaboración de la franquicia Scooby-Doo, con permiso oficial de Warner Bros. Posteriormente, el juego recibió una actualización con temática de piratas, que se llevó a cabo trayendo a una mascota loro. La actualización fue sucedida por el Recinto ferial mono, que consistía en tener a varias especies de monos durante el periodo del evento.

## Jugadores
El número más alto de jugadores concurrentes Adopt Me! es 1.9 mil millones. El anterior récord era de 1.7 mil millones de jugadores concurrentes, haciéndolo el juego más popular en Roblox. Alrededor de una tercera parte de jugadores en Xbox One y Xbox Series X/S juega Adopt Me!. En julio de 2020 el juego llegó a las 10 mil millones de visitas.

## Estafas
Debido al costo alto de mascotas dentro del juego, con algunas mascotas de alta categoría, con precios altos, un gran número de estafadores se ha desarrollado dentro de Adopt Me!. Como la base de usuario primaria de Adopt Me! es en general un público más joven o infantil que el resto de Roblox, son especialmente susceptibles a caer en estafas del tipo de intercambio o de bucks. Una de las maneras más comunes que utilizan los estafadores es convencer a su víctima de que le comercien una mascota a cambio de nada, y que después les darán algo mejor (intercambio de confianza). Sin embargo, las estafas fueron prohibidas y restringidas, con la actualización de la licencia del tradeo. Y si haces estafas, la víctima debe reportar al estafador en la licencia comercial.

## Récords y recepción
Adopt Me! es la experiencia más popular de Roblox, con más de 30 mil millones de visitas acumuladas.
El 4 de abril de 2020, Adopt Me! superó a MeepCity, colocándose como el primer juego con más visitas de Roblox. Fue el primer juego en llegar a las 10 mil millones de visitas, así también como el que pudo romper el récord de conseguir más de 1 millón de jugadores concurrentes en 5 ocasiones.
Adopt Me! ha recibido generalmente reseñas positivas del público y de críticos , así también de la comunidad de Roblox. PCGamesN, en una visión general de qué consideraron los juegos mejores en Roblox, lo describió como «lindo», y lo comparó positivamente a la serie Petz.
Sin embargo, Adopt Me! también ha recibido críticas. Estas vienen principalmente de la misma comunidad de Roblox. En su momento, Adopt Me!, recibió críticas por ser parecido a experiencias de la misma temática, como MeepCity, y ser el sitio ideal para jugadores que hacen citas en línea, algo que es criticado y prohibido en Roblox. En su momento, una miniatura del juego, recibió atención debido a que se mostraba como supuestamente una madre miraba a su hijo como si quisiera comérselo. La miniatura fue después borrada, pero un usuario de Roblox pudo recrear la miniatura en una camiseta y la subió en la plataforma.
El récord de Adopt Me! al llegar a 1 millón de jugadores le ha costado problemas a Roblox, afectando el sitio web así como otras experiencias. Esto en general, causó el enojo de muchos jugadores. Incluso, una petición en Change.org se hizo, pidiendo a Roblox que eliminara el juego. Sorpresivamente, la petición fue exitosa si se habla del número de personas que han firmado, llegando a más de 70 mil firmas en octubre de 2020. Algunas personas incluso han señalado que Adopt Me! ha usado bots para lograr el récord y permanecer con su éxito, debido a que mayormente encuentras servidores con usuarios que tienen los avatares similares. Sin embargo, esto se debe a que Adopt Me! tiene un editor de avatar gratuito en el juego. Los jugadores pueden cambiar su apariencia de forma gratuita, sin cambiar el avatar de Roblox en general.
El uso excesivo de microtransacciones también ha sido criticado. El hecho de que Adopt Me! dejara la idea original, la cual era adoptar bebés (Roleplay) , a cambiar el enfoque hacia las mascotas, ha sido mal recibido por los jugadores veteranos de Adopt Me!, y ha logrado que una base de estafadores este presente. Otra forma de crítica es que se trata de un robo de efectivo que se ha alejado demasiado de su propósito original de adoptar y formar una familia. Algunas de las razones de esta crítica incluyen que los desarrolladores han agregado un modo de pago para obtener las mejores cosas en el juego. Si bien no es necesario, el equipo ha hecho que el objetivo sea una audiencia infantil, por lo que pueden ser convencidos  por sus amigos y otros jugadores para que compren cosas buenas como lo han hecho una gran cantidad de jugadores.